# Hautasaari (ö i Kangasala)
Hautasaari är en ö i Finland.  Ordet hautasaari hänvisar att ön har varit begravningsplats. Ön ligger i sjön Vesijärvi och i kommunen Kangasala i Vesijärvi sjö i den ekonomiska regionen Tammerfors och landskapet Birkaland, i den södra delen av landet, 160 km norr om huvudstaden Helsingfors. Öns area är 0,5 hektar och dess största längd är 100 meter i öst-västlig riktning.